# Otto Mengelberg
Pour les articles homonymes, voir Mengelberg.
Otto Heinrich Mengelberg, né en avril 1817 à Cologne et mort le 28 mai 1890 à Düsseldorf, est un peintre et lithographe prussien.

## Biographie
Otto est le fils du peintre Egidius Mengelberg. Il va à l'académie des beaux-arts de Düsseldorf où il est l'élève de Karl Ferdinand Sohn et de Wilhelm von Schadow. En 1842, il se rend avec Joseph Fay à Munich et revient à Cologne en 1844. Il assiste Fay dans la peinture de l'ancienne mairie d'Elberfeld, devenue aujourd'hui le Von der Heydt Museum de Wuppertal. Il se rend à Düsseldorf pour une exposition et devient membre de l'école de peinture. Il compose notamment des toiles inspirées de sujets historiques mais aussi bibliques, faisant des retables.